# Augusta State Airport
Augusta State Airport (IATA: AUG, ICAO: KAUG, FAA LID: AUG) är en flygplats belägen en ca 2 km väster om det centrala affärsdistriktet i delstatens huvudstad Augusta, en stad i Kennebec County, Maine, USA  Flygplatsen ägs av delstaten Maine, men sköts och drivs av staden Augusta. Det betjänas av ett kommersiellt flygbolag, med reguljär passagerartrafik subventionerad av programmet Essential Air Service.
Enligt Federal Aviation Administration hade denna flygplats 3 554 flygningar under kalenderåret 2008, 3 663 år 2009 och 4 300 år 2010. Den ingår i Federal Aviation Administration (FAA) nationella plan för integrerade flygplatssystem för 2017–2021, där den är kategoriserat som en icke-primär kommersiell serviceanläggning.

## Faciliteter och flygplan
Augusta State Airport täcker ett område på 164 ha på en höjd av 107 m över medelhavsytan. Den har två asfaltbelagda banor: 17/35 är 1 524 x 46 m och 8/26 är 824 x 23 m. 
Under 12-månadersperioden som slutade den 11 augusti 2016 hade flygplatsen 24 500 flygplansoperationer, i genomsnitt 67 per dag, varav 69 procent allmänflyg, 22 procent flygtaxi och 6 procent militärflyg. I april 2018 var 37 flygplan baserade på denna flygplats, varav 31 enmotoriga och 6 flermotoriga.
Flygplatsen utvecklades ursprungligen i januari 1934 under ett New Deal-projekt av Maine Emergency Relief Administration, delstatsavdelningen för Federal Emergency Relief Administration enligt en statlig undersökning av flygplatser av Harry M. Jones. Flygplatsen byggdes med 1 N.-S. 2 000x80 fot grusbana, 1 E.-W. 1 600x80 fot grusbana och en NE-SW 2 500x80 fot grusbana.
Bana 17/35 rekonstruerades sommaren 2012. Den ursprungliga ytan maldes upp och återtogs, och banljus och andra navigationshjälpmedel uppgraderades. Projektet kostade 7,5 miljoner dollar och finansierades av den federala regeringen. Flygplatsen fick också ett federalt bidrag på 1 miljon dollar för att köpa ny snöröjningsutrustning, som gör det möjligt för flygplatsen att hållas öppen även under snöstormar.